# Tía Juana
Tía Juana – miasto w Wenezueli, w stanie Zulia.